# Lagos de Braslau
Lagos de Braslau es uno de los siete parques nacionales de Bielorrusia. Es un ecosistema único con una serie de lagos y una gran zona de bosque de pinos con una superficie general de alrededor de 700 km 2. Esto incluye 30 lagos. Los lagos más grandes se llaman Drivaty o Drivyaty (en bielorruso, Дрывяты), en cuya orilla norte se encuentra la capital del distrito, Braslaw o Braslau; Snudy (en bielorruso, Снуды) y Strusto (en bielorruso, Струсто); otros lagos se llaman Voiso, Volosovo, Nedrovo, Nespish y Berezhe. Este grupo de lagos forman el núcleo del Parque Nacional de los lagos de Braslau, que se estableció en septiembre de 1995.

## Ubicación
El territorio del parque nacional está separado y se encuentra en el distrito administrativo de Braslaw cerca de la frontera con Lituania. En el norte queda junto a la frontera entre Bielorrusia y Letonia. Todo el territorio del parque se extiende en dirección noreste. En esta dirección tiene 55 km de largo y en anchura está entre los 5 y los 29 km. La superficie total del parque es de 69.100 hectáreas. La parte meridional del parque está formada por llanuras cubiertas de bosques. La principal parte de la superficie está ocupada por diferentes tipos de ciénagas. Aquí se encuentra el lago Boginskoye. Los bosques aquí pertenecen al grupo de coníferas y caducifolios y ocupan 31.000 hectáreas. Pueden distinguirse varios bosques: Borunsky, Belmont, Boguinsky, Druiskaya Dacha. Los abetos y los pinos están muy extendidos.

## Historia
A través del último período glaciar, hace alrededor de 18.000-29.000 años, el área de los lagos de Braslav estaba cubierta por vastos campos de hielo, cuyo grosor llegaba a varios cientos de metros. El calentamiento, que vino después llevó a un lento deshielo y su retroceso hacia el norte. Como resultado del complicado proceso, que acompaña el deshielo de tal cantidad de hielo, se formaron los rasgos característicos de la naturaleza de Poozerye con su relieve ondulado de colinas y lagos. Su concentración en territorios relativamente pequeños es a veces simplemente único. 